# نيكولا دورديفيك (لاعب كرة قدم)
نيكولا دورديفيك هو لاعب كرة قدم صربي، ولد في 14 ديسمبر 1993 في بلغراد في صربيا. لعب مع FK Sloga Petrovac na Mlavi ‏.

## وصلات خارجية
- نيكولا دورديفيك على موقع قاعدة بيانات كرة القدم.إي يو (الإنجليزية)
- نيكولا دورديفيك على موقع Soccerway.com (الإنجليزية)
- نيكولا دورديفيك على موقع عالم كرة القدم.نت (الإنجليزية)